# Comune di Fredensborg
Il comune di Fredensborg è un comune danese situato nella regione di Hovedstaden. Capoluogo e sede amministrativa è la cittadina omonima. 
Il comune è stato costituito in seguito alla riforma amministrativa del 1º gennaio 2007 accorpando i precedenti comuni di Karlebo e Fredensborg-Humlebæk.